# Papiro 30
O Papiro 30  ({\displaystyle {\mathfrak {P}}}30) é um antigo papiro do Novo Testamento que contém fragmentos de I Tessalonicenses (4:12-5:18. 25-28) e II Tessalonicenses (1:1-2; 2:1.9-11).